# Machimus polyphemi
Machimus polyphemi là một loài ruồi trong họ Asilidae. Machimus polyphemi được Bullington & Beck miêu tả năm 1991. Loài này phân bố ở vùng Tân Bắc giới.